# Aillières-Beauvoir
Aillières-Beauvoir és un municipi francès situat al departament del Sarthe i a la regió de País del Loira. L'any 2007 tenia 226 habitants.

## Demografia

### Població
El 2007 la població de fet d'Aillières-Beauvoir era de 226 persones. Hi havia 90 famílies de les quals 20 eren unipersonals (8 homes vivint sols i 12 dones vivint soles), 29 parelles sense fills, 37 parelles amb fills i 4 famílies monoparentals amb fills.
La població ha evolucionat segons el següent gràfic:
Habitants censats

### Habitatges
El 2007 hi havia 128 habitatges, 89 eren l'habitatge principal de la família, 30 eren segones residències i 9 estaven desocupats. 123 eren cases i 1 era un apartament. Dels 89 habitatges principals, 73 estaven ocupats pels seus propietaris, 15 estaven llogats i ocupats pels llogaters i 1 estava cedit a títol gratuït; 4 tenien dues cambres, 15 en tenien tres, 23 en tenien quatre i 47 en tenien cinc o més. 59 habitatges disposaven pel capbaix d'una plaça de pàrquing. A 37 habitatges hi havia un automòbil i a 45 n'hi havia dos o més.

### Piràmide de població
La piràmide de població per edats i sexe el 2009 era:
| Homes | Edats   | Dones |
| ----- | ------- | ----- |
| 0     | 95 o +  | 0     |
| 0     | 90 a 94 | 4     |
| 4     | 85 a 89 | 4     |
| 0     | 80 a 84 | 8     |
| 4     | 75 a 79 | 4     |
| 0     | 70 a 74 | 4     |
| 4     | 65 a 69 | 0     |
| 8     | 60 a 64 | 4     |
| 4     | 55 a 59 | 8     |
| 4     | 50 a 54 | 0     |
| 24    | 45 a 49 | 12    |
| 4     | 40 a 44 | 20    |
| 4     | 35 a 39 | 4     |
| 4     | 30 a 34 | 4     |
| 20    | 25 a 29 | 8     |
| 12    | 20 a 24 | 4     |
| 8     | 15 a 19 | 4     |
| 4     | 10 a 14 | 12    |
| 4     | 5 a 9   | 4     |
| 4     | 0 a 4   | 0     |

## Economia
El 2007 la població en edat de treballar era de 143 persones, 112 eren actives i 31 eren inactives. De les 112 persones actives 104 estaven ocupades (53 homes i 51 dones) i 8 estaven aturades (2 homes i 6 dones). De les 31 persones inactives 10 estaven jubilades, 13 estaven estudiant i 8 estaven classificades com a «altres inactius».

### Ingressos
El 2009 a Aillières-Beauvoir hi havia 91 unitats fiscals que integraven 233 persones, la mediana anual d'ingressos fiscals per persona era de 17.752 €.

### Activitats econòmiques
Dels 10 establiments que hi havia el 2007, 1 era d'una empresa extractiva, 1 d'una empresa alimentària, 1 d'una empresa de construcció, 1 d'una empresa d'hostatgeria i restauració, 1 d'una empresa d'informació i comunicació, 1 d'una empresa immobiliària, 2 d'empreses de serveis i 2 d'empreses classificades com a «altres activitats de serveis».
Dels 2 establiments de servei als particulars que hi havia el 2009, 1 era un restaurant i 1 agència immobiliària.
L'any 2000 a Aillières-Beauvoir hi havia 11 explotacions agrícoles que ocupaven un total de 558 hectàrees.

## Equipaments sanitaris i escolars
```
Aillières-Beauvoir
 disposava d'un col·legi d'educació secundària amb 95 alumnes.
```

## Poblacions més properes
El següent diagrama mostra les poblacions més properes.